# Eleutherodon oxfordensis
Eleutherodon oxfordensis is een uitgestorven Engels lid van de orde Haramiyoidea dat bekend is uit Dorset en Oxfordshire. De soort is oorspronkelijk beschreven door Kermack et al. (1998) op basis van 13 afzonderlijke tanden. Butler & Hooker (2005) verplaatsten echter drie tanden naar Millsodon en Hahnotherium en beschreven zes nieuwe, zodat het totaal op 16 komt. Het holotype is BMNH M46460, een kies uit de rechterkant van de bovenkaak. De bovenkiezen zijn 2.1 tot 3 mm groot. Één exemplaar uit Dorset is na de dood van zijn eigenaar een tijdje door blijven rollen (waarschijnlijk door water), zodat het wat beschadigd is. De soortnaam is naar alle waarschijnlijkheid afgeleid van Oxford.